# Jules Fesquet
Jules Fesquet né le 11 juillet 1836 à Charleval (Bouches-du-Rhône) et mort le 19 avril 1890 à Paris est un sculpteur, graveur et illustrateur français.

## Biographie
D'une famille de négociants établie à Marseille, Jules Fesquet est né le 11 juillet 1836 à Charleval dans les  Bouches-du-Rhône.
Entré  à l’École nationale supérieure des beaux-arts de Paris, il est élève d'Antoine Laurent Dantan et de François Jouffroy. Il est récompensé par une médaille de troisième classe au Salon des artistes français de 1861.
En 1862, il obtient le premier second grand prix de Rome. Il expose pour la dernière fois en 1867, puis exerce une activité de graveur.
Il meurt à Paris le 19 avril 1890.

## Œuvres

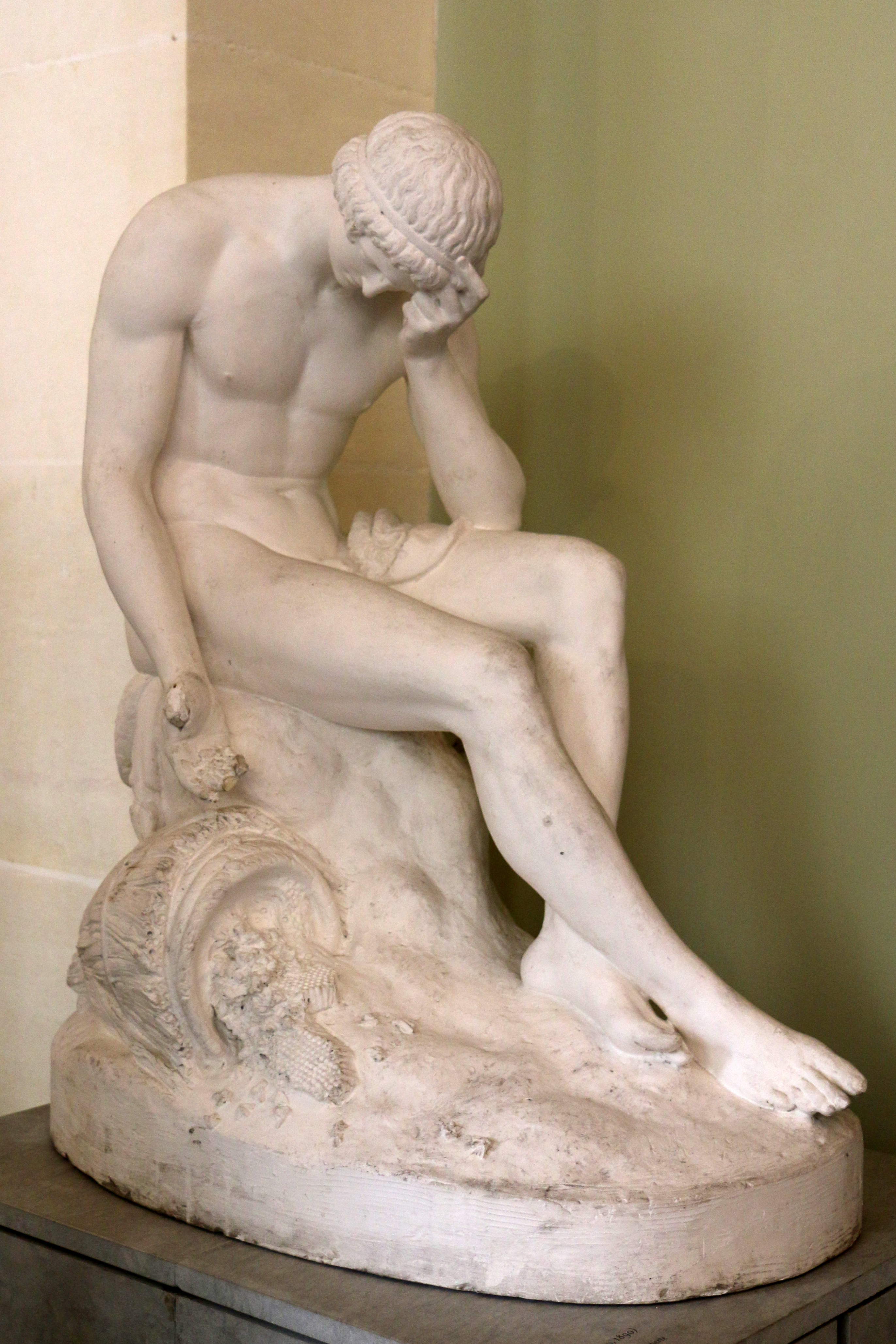
Le Berger Aristée pleurant la perte de ses abeilles (1862), Aix-en-Provence, musée Granet.

### Œuvres dans les collections publiques
- États-Unis
  - New York, Central Park : Le Commerce, 1864, statue en bronze, localisation actuelle inconnue[3],[4].
- France
  - Aix-en-Provence, musée Granet :
    - Le Berger Aristée pleurant la perte de ses abeilles, 1862, statue en plâtre ;
    - Biblis métamorphosée en fontaine, Salon des artistes français de 1863, statue en plâtre.

  - Paris, église de Sainte-Trinité : Saint-Jean, 1864, statue en pierre[5].

### Illustrations
- Daniel Defoe Étranges aventures de Robinson Crusoé, Paris, Jules Bonnassies, 1877, frontispice et sept planches gravés par Fesquet, Legenisel, Paquien et Ramus[6].
- Le Chasseur de vipère, dessin[7].